# Liste der Biografien/Schmidt, U
Liste der Biografien |
Portal Biografien |
U Personensuche
# |
A |
B |
C |
D |
E |
F |
G |
H |
I |
J |
K |
L |
M |
N |
O |
P |
Q |
R |
S |
T |
U |
V |
W |
X |
Y |
Z |
?
 
Sa |
Sb |
Sc |
Sd |
Se |
Sf |
Sg |
Sh |
Si |
Sj |
Sk |
Sl |
Sm |
Sn |
So |
Sp |
Sq |
Sr |
Ss |
St |
Su |
Sv |
Sw |
Sy |
Sz
 
Sca–Sce |
Sch |
Sci–Scz
 
Scha |
Schc |
Schd |
Sche |
Schg |
Schi |
Schj |
Schk |
Schl |
Schm |
Schn |
Scho |
Schp |
Schr |
Schs |
Scht |
Schu |
Schv |
Schw |
Schy
 
Schma |
Schme |
Schmi |
Schmo |
Schmu |
Schmy
 
Schmic |
Schmid |
Schmie |
Schmig |
Schmik |
Schmil |
Schmin |
Schmir |
Schmis |
Schmit
 
Schmida |
Schmidb |
Schmide |
Schmidf |
Schmidg |
Schmidh |
Schmidi |
Schmidj |
Schmidk |
Schmidl |
Schmidm |
Schmidp |
Schmidr |
Schmids |
Schmidt |
Schmid, A |
Schmid, B |
Schmid, C |
Schmid, D |
Schmid, E |
Schmid, F |
Schmid, G |
Schmid, H |
Schmid, I |
Schmid, J |
Schmid, K |
Schmid, L |
Schmid, M |
Schmid, N |
Schmid, O |
Schmid, P |
Schmid, R |
Schmid, S |
Schmid, T |
Schmid, U |
Schmid, V |
Schmid, W |
Schmid, Y
 
Schmidt, A |
Schmidt, B |
Schmidt, C |
Schmidt, D |
Schmidt, E |
Schmidt, F |
Schmidt, G |
Schmidt, H |
Schmidt, I |
Schmidt, J |
Schmidt, K |
Schmidt, L |
Schmidt, M |
Schmidt, N |
Schmidt, O |
Schmidt, P |
Schmidt, R |
Schmidt, S |
Schmidt, T |
Schmidt, U |
Schmidt, V |
Schmidt, W |
Schmidt, Y |
Schmidtb |
Schmidtc |
Schmidte |
Schmidtg |
Schmidth |
Schmidti |
Schmidtk |
Schmidtl |
Schmidtm |
Schmidtn |
Schmidts
Die Liste der Biografien führt alle Personen auf, die in der deutschsprachigen Wikipedia einen Artikel haben. Dieses ist eine Teilliste mit 28 Einträgen von Personen, deren Namen mit den Buchstaben „Schmidt, U“ beginnt.

## Schmidt, U

### Schmidt, Ud
- Schmidt, Udo (* 1945), deutscher Lehrer und Sachbuchautor

### Schmidt, Ul
- Schmidt, Ulf (* 1934), schwedischer Tennisspieler
- Schmidt, Ulf (* 1966), deutscher Dramatiker, Theaterwissenschaftler, Blogger, Digitalberater
- Schmidt, Ulf (* 1967), deutscher Historiker
- Schmidt, Ulla (* 1942), deutsche Politikerin (CDU), MdL
- Schmidt, Ulla (* 1949), deutsche Politikerin (SPD), MdB, Bundesministerin für GesundheitUlla Schmidt (* 1949)

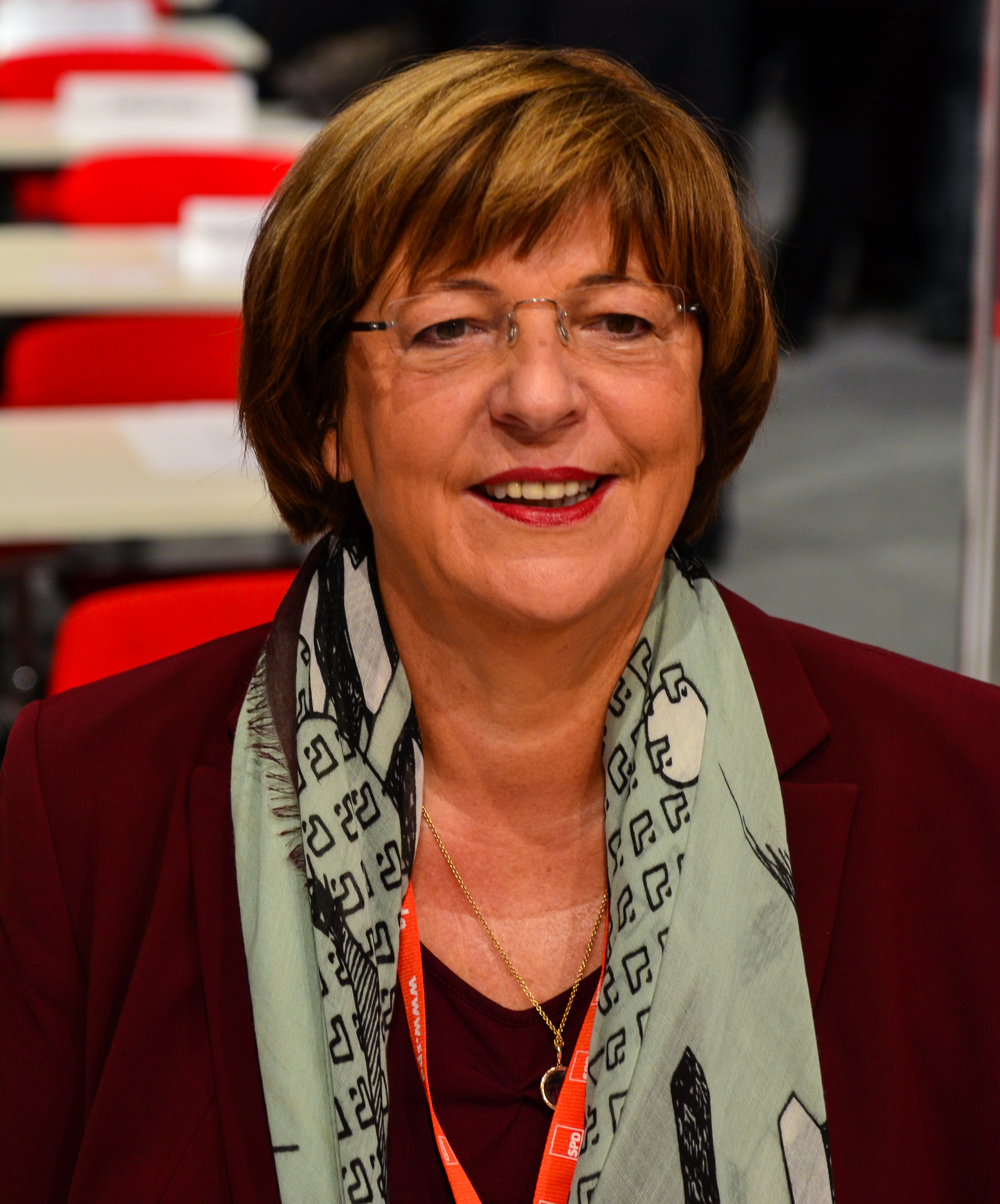
Ulla Schmidt (* 1949)

- Schmidt, Ulla (* 1966), dänische evangelische Theologin
- Schmidt, Ulrich (1902–1988), deutscher Kfz-Techniker
- Schmidt, Ulrich (1924–2004), deutscher Chemiker und Hochschullehrer
- Schmidt, Ulrich (* 1930), deutscher Kunsthistoriker
- Schmidt, Ulrich (1942–2021), deutscher Politiker (SPD)
- Schmidt, Ulrich, deutscher Serienmörder und Sexualstraftäter
- Schmidt, Ulrik (* 1962), dänischer Curler
- Schmidt, Ulrike (* 1969), deutsche Volleyball- und Beachvolleyballspielerin
- Schmidt, Ulrike (* 1973), deutsche Politikerin (parteilos), Bürgermeisterin von Henstedt-Ulzburg

### Schmidt, Ut
- Schmidt, Uta, deutsche Radiomoderatorin und Sportjournalistin
- Schmidt, Uta (1965–2023), deutsche Filmeditorin
- Schmidt, Uta (* 1968), deutsche Theologin
- Schmidt, Ute (* 1943), deutsche Historikerin und Politologin
- Schmidt, Ute (* 1958), deutsche Schauspielerin

### Schmidt, Uv
- Schmidt, Uve (1939–2021), deutscher Lyriker, Erzähler, Essayist, Hörspielautor und Übersetzer

### Schmidt, Uw
- Schmidt, Uwe (1931–2008), deutscher Lehrer und Historiker
- Schmidt, Uwe (* 1945), deutscher Politiker (CDU), MdA
- Schmidt, Uwe (* 1947), deutscher Politiker (SPD), MdL
- Schmidt, Uwe (* 1954), deutscher Politiker (SPD)
- Schmidt, Uwe (* 1966), deutscher Politiker (SPD), MdBB
- Schmidt, Uwe (* 1968), deutscher Musiker
- Schmidt, Uwe (* 1976), österreichischer Sänger, Songwriter und Musiker